# Arquitetura da Mesopotâmia
A arquitetura da Mesopotâmia é uma arquitetura antiga da região da bacia dos rios Tigre e Eufrates (também conhecida como Mesopotâmia), abrangendo diversas culturas distintas e abrangendo um período desde o 10º milénio a.C. (quando foram construídas as primeiras estruturas permanentes) até ao século VI a.C. Entre as realizações arquitetónicas da Mesopotâmia estão o desenvolvimento do planeamento urbano, a casa-pátio e os zigurates . Os escribas tinham o papel de arquitetos na elaboração e gestão de construções para o governo, a nobreza ou a realeza.
O estudo da arquitetura antiga da Mesopotâmia é baseado em evidências arqueológicas disponíveis, representações pictóricas de edifícios e textos sobre práticas de construção. Segundo Archibald Sayce, os pictogramas primitivos do período de Uruk sugerem que "a pedra era escassa, mas já era cortada em blocos e selos. O tijolo era o material de construção comum, e com ele foram construídas cidades, fortalezas, templos e casas. A cidade estava provida de torres e estava sobre uma plataforma artificial; a casa tinha também o aspecto de uma torre. Estava provida de uma porta que girava sobre uma dobradiça e podia ser aberta com uma espécie de chave; a porta da cidade era maior e parecia ter sido construída em duas partes. Demônios eram temidos, pois tinham asas como as de um pássaro, e as pedras fundamentais – ou melhor, tijolos – de uma casa eram consagradas por certos objetos que eram depositados sob elas."
A literatura académica centra-se geralmente na arquitetura de templos, palácios, muralhas e portas de cidades e outros edifícios monumentais, mas ocasionalmente também encontramos obras sobre arquitetura residencial. Pesquisas arqueológicas também permitiram o estudo da forma urbana nas primeiras cidades da Mesopotâmia.

## Materiais de construção
Geralmente, a alvenaria suméria não tinha argamassa, embora por vezes fosse utilizado betume. Os estilos de tijolos, que variaram muito ao longo do tempo, são categorizados por período.
- Patzen 80×40×15 cm: Período Uruk tardio (3600 – 3200 a.C.)
- Riemchen 16×16 cm: Período Uruk tardio (3600 – 3200 a.C.)
- Plano-convexo 10x19x34 cm: Período Dinástico Arcaico (3100 – 2300 a.C.)

O design preferido eram os tijolos arredondados, que são um tanto instáveis, de modo que os pedreiros mesopotâmicos colocavam uma fileira de tijolos perpendicular aos demais a cada poucas fileiras. As vantagens dos tijolos plano-convexos eram a rapidez de fabricação, bem como a superfície irregular, que segurava a camada de gesso de acabamento melhor do que uma superfície lisa de outros tipos de tijolo.
Os tijolos eram cozidos ao sol para os endurecer. Estes tipos de tijolos são muito menos duráveis do que os cozidos no forno, pelo que as construções acabavam por se deteriorar. Eram periodicamente destruídos, nivelados e reconstruídos no mesmo local. Este ciclo de vida estrutural planeado elevou gradualmente o nível das cidades, de modo que estas passaram a ser elevadas acima da planície circundante. Os montes resultantes são conhecidos como tel e encontram-se em todo o antigo Próximo Oriente. Edifícios cívicos retardaram a decadência usando cones de pedra colorida, painéis de terracota e pregos de argila cravados no tijolo de adobe para criar uma capa protetora que decorava a fachada. Materiais de construção importados, como cedro do Líbano, diorito da Arábia e lápis-lazúli da Índia, eram especialmente valorizados.
Os templos babilônicos são estruturas enormes de tijolos brutos, sustentadas por contrafortes, e a chuva é levada por drenos. Um desses drenos em Ur era feito de chumbo. O uso do tijolo levou ao desenvolvimento inicial da pilastra e da coluna, e de afrescos e azulejos esmaltados. As paredes eram brilhantemente coloridas e, por vezes, revestidas a zinco ou a ouro, bem como a azulejos. Cones de terracota pintados para tochas também foram embutidos no gesso. A Assíria, imitando a arquitectura babilónica, também construiu os seus palácios e templos de tijolo, mesmo quando a pedra era o material de construção natural do país – preservando fielmente a plataforma de tijolo, necessária no solo pantanoso da Babilónia, mas pouco necessária no norte.

### Decoração
Com o passar do tempo, porém, os arquitetos assírios posteriores começaram a libertar-se da influência babilónica e a utilizar a pedra e o tijolo. As paredes dos palácios assírios eram revestidas com lajes de pedra esculpidas e coloridas, em vez de serem pintadas como na Caldéia . Três estágios podem ser traçados na arte desses baixos-relevos : é vigoroso, mas simples, sob Assurnasirpal II, cuidadoso e realista, sob Sargão II, e refinado, mas carente de ousadia, sob Assurbanipal .
Na Babilônia, em substituição ao baixo-relevo, há maior utilização de figuras tridimensionais de forma redonda. – os primeiros exemplos são as estátuas de Girsu, que são realistas, embora um tanto desajeitadas. A escassez de pedras na Babilónia tornou cada seixo precioso e levou a uma elevada perfeição na arte de lapidação de gemas. Dois selos cilíndricos da época de Sargão da Acádia estão entre os melhores exemplos desse tipo. Um dos primeiros exemplares notáveis da metalurgia primitiva a ser descoberto pelos arqueólogos é o vaso de prata de Entemena. Mais tarde, foi alcançada uma grande excelência na fabricação de joias como brincos e pulseiras de ouro. O cobre era também trabalhado com habilidade; de facto, é possível que a Babilónia tenha sido o berço original do trabalho com cobre.
O povo era famoso desde os primórdios pelos seus bordados e tapetes. As formas da cerâmica assíria são graciosas; a porcelana, assim como o vidro descoberto nos palácios de Nínive, derivava de modelos egípcios. O vidro transparente parece ter sido introduzido pela primeira vez no reinado de Sargão. A pedra, o barro e o vidro eram utilizados para fazer vasos, e foram desenterrados vasos de pedra dura em Girsu, semelhantes aos do início do período dinástico do Egito.

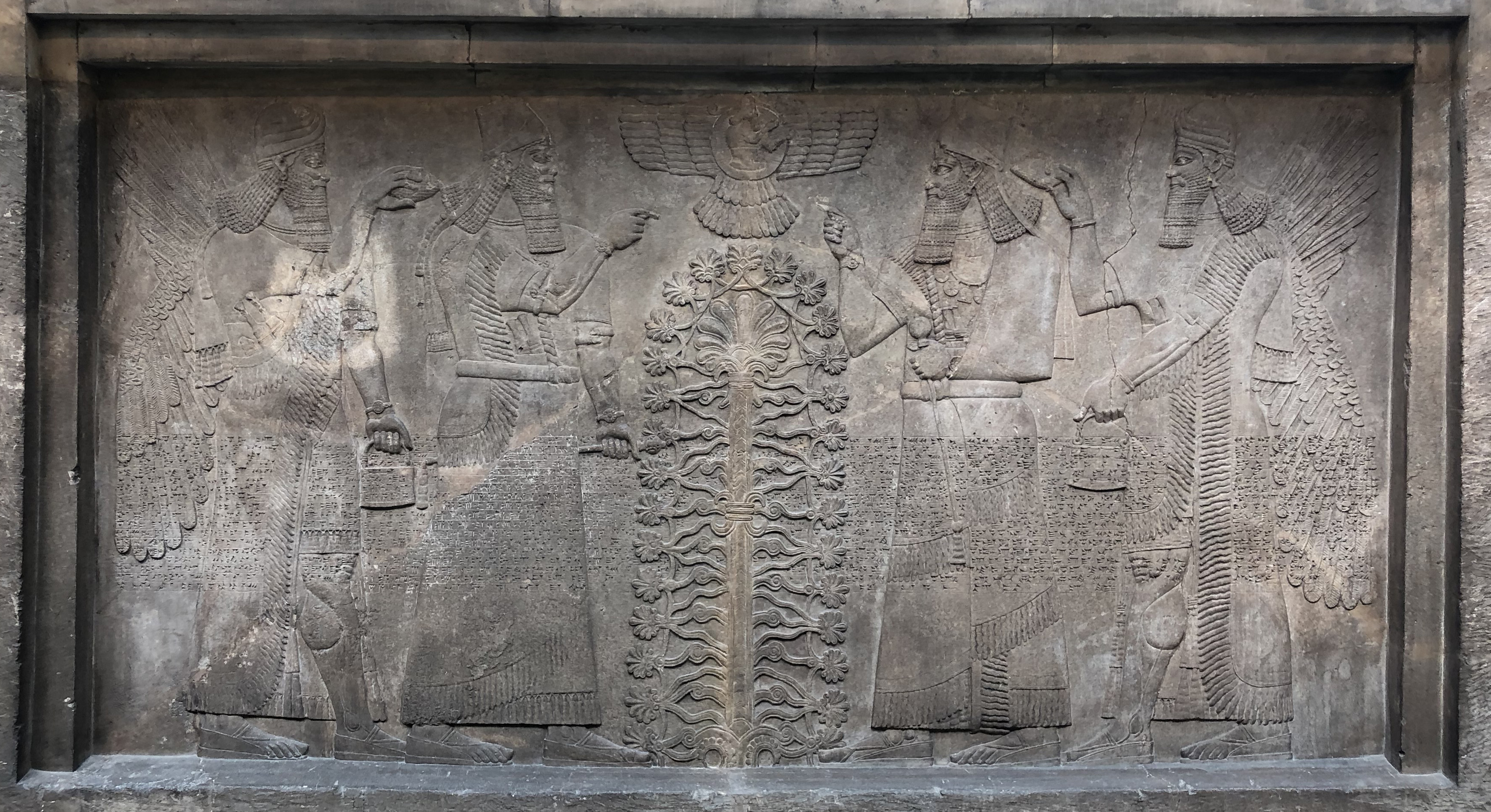
Relevo da sala do trono do Rei Ashurnasirpal mostrando Ashur pairando sobre a árvore da vida.

## Planeamento urbano
Os sumérios foram a primeira sociedade a conceber e construir a cidade com base no planeamento urbano. Isto é atestado na Epopeia de Gilgamesh, que começa com uma descrição de Uruk — as suas enormes muralhas, ruas, mercados, templos e jardins. Uruk tornou-se o modelo de uma cultura urbana que se espalhou pela Ásia Ocidental por meio de colonização e conquista, e de forma mais geral, à medida que as sociedades se tornaram maiores e mais sofisticadas.
A construção de cidades foi o produto final de tendências que começaram na Revolução Neolítica . O crescimento da cidade foi em parte planeado e em parte orgânico. O planeamento é evidente nas muralhas, no alto distrito dos templos, no canal principal com porto e na rua principal. A estrutura mais fina dos espaços residenciais e comerciais é a reação das forças económicas aos limites espaciais impostos pelas áreas planeadas, resultando num desenho irregular com características regulares. Como os sumérios registravam transações imobiliárias, é possível reconstruir grande parte do padrão de crescimento urbano, densidade, valor da propriedade e outras métricas a partir da fonte em texto cuneiforme. A cidade típica dividia o espaço em espaços residenciais, de uso misto, comerciais e cívicos. As áreas residenciais eram agrupadas por profissão.. No centro da cidade existia um alto complexo de templos sempre situado um pouco afastado do centro geográfico. Este complexo de templos antecedeu a fundação da cidade e era o núcleo em torno do qual cresceu a malha urbana. Os distritos adjacentes aos portões tinham uma função religiosa e económica especial.
A cidade sempre incluiu um cinturão de terras agrícolas irrigadas, incluindo pequenas aldeias. Uma rede de estradas e canais ligava a cidade a estas terras. A rede de transporte era organizada em três níveis: ruas processionais largas (acadiano: sūqu ilāni u šarri ), ruas públicas (acadiano: sūqu nišī ) e becos sem saída privados (acadiano: mūṣû ). As ruas públicas que definiam um quarteirão variavam pouco ao longo do tempo, enquanto os becos sem saída eram muito mais fluídos. A estimativa atual é que 10% da área da cidade era composta por ruas e 90% por edifícios. Os canais, no entanto, eram mais importantes que as estradas para o transporte.

## Casas

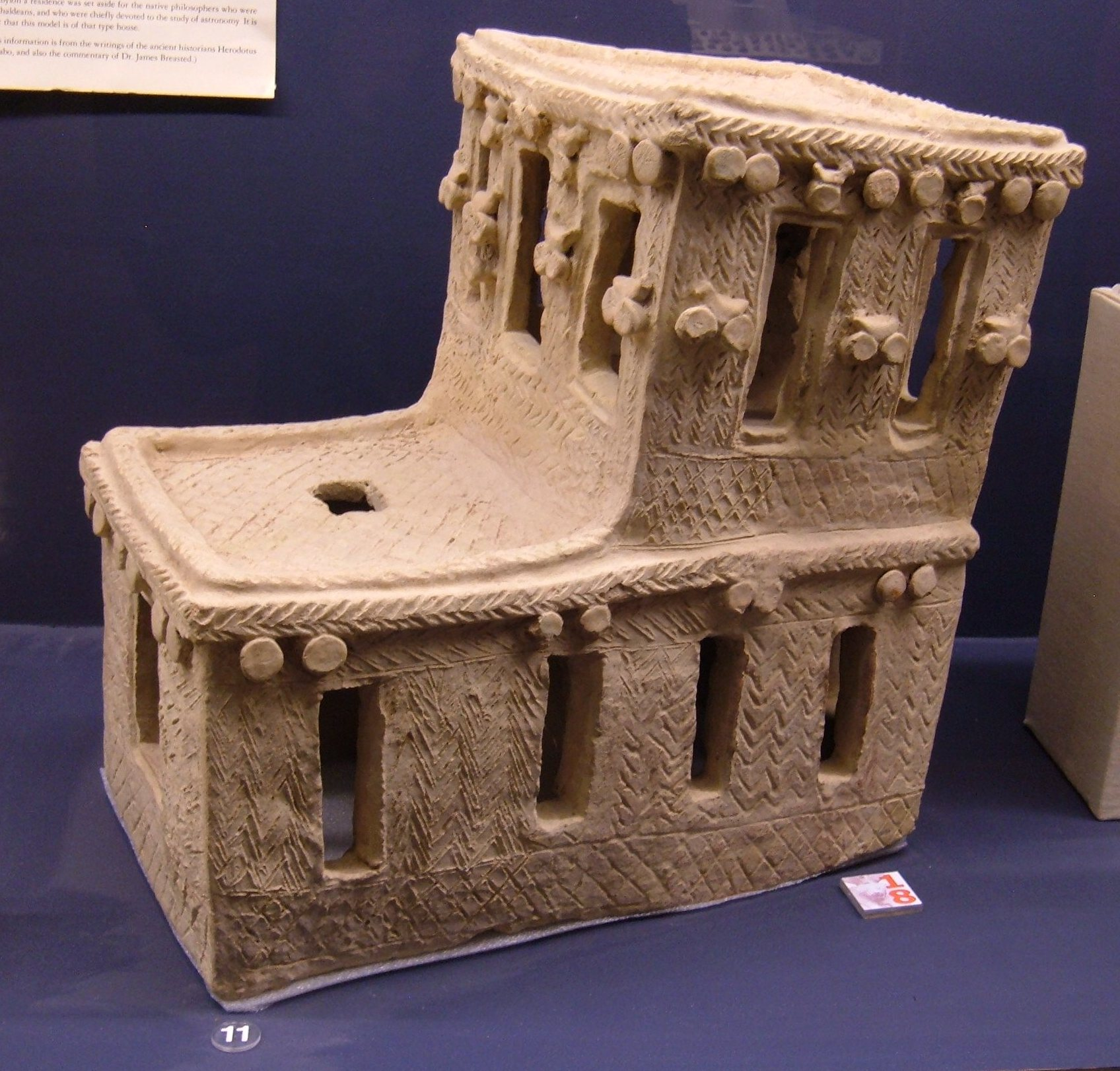
Maquete de terracota de uma casa da Babilônia, 2600 a.C., Museu Egípcio Rosacruz, San Jose, Califórnia

Os materiais usados para construir uma casa mesopotâmica eram semelhantes, mas não exatos, aos usados hoje: juncos, pedras, madeira, cantaria, tijolos de barro, gesso e portas de madeira, todos naturalmente disponíveis na cidade, embora a madeira não fosse comum em algumas cidades da Suméria. Todavia a maioria das casas era feita de tijolos de barro, reboco de barro e choupo . As casas podiam ser tripartidas, redondas ou retangulares. As casas tinham corredores centrais, pátios e andares com telhados longos. A maioria das casas tinha uma divisão central quadrada com outras divisões anexadas a ela, mas uma grande variação no tamanho e nos materiais utilizados para construir as casas sugere que foram construídas pelos próprios moradores. Os quartos mais pequenos podem não ter coincidido com as pessoas mais pobres; na verdade, pode ser que as pessoas mais pobres construíssem casas com materiais perecíveis, como juncos, nos arredores da cidade, mas há muito pouca evidência directa disso. As casas podiam ter lojas, oficinas, depósitos e gado.
O design residencial foi um desenvolvimento direto das casas Ubaid. Embora os selos cilíndricos sumérios representem casas de junco, a casa com pátio era a tipologia predominante, que tem sido usada na Mesopotâmia até os dias atuais. Esta casa chamada É (cuneiforme : 𒂍, E₂ ; sumério : e₂ ; acadiano : bītu ) estava voltada para dentro, em direção a um pátio aberto que proporcionava um efeito de resfriamento ao criar correntes de convecção. Este pátio denominado tarbaṣu (acadiano) era a principal característica organizativa da casa, todas as divisões se abriam para ele. As paredes exteriores eram inexpressivas, com apenas uma única abertura a ligar a casa à rua. O movimento entre a casa e a rua exigia uma curva de 90° através de uma pequena antecâmara. Da rua, apenas a parede posterior da antecâmara era visível através de uma porta aberta; da mesma forma, não havia vista para a rua a partir do pátio; isto porque os Sumérios tinham uma divisão estrita entre espaços públicos e privados. O tamanho típico de uma casa suméria era de 90 m2.

### Construção
Casas simples podiam ser construídas com feixes de junco atados e depois cravados no solo. Casas mais complexas eram construídas sobre fundações de pedra, sendo a casa feita de tijolos de barro. A madeira, os blocos de cantaria e o entulho eram também materiais populares utilizados para construir casas. O tijolo de barro era feito de barro e palha picada. Esta mistura era embalada em moldes e deixada ao sol para secar. Usavam gesso de barro para as paredes e lama e choupo para o telhado. No período Ubaid, as casas eram fire clay prensadas nas paredes. As paredes também tinham obras de arte pintadas. Os telhados podiam também ser feitos de tábuas de madeira de palmeira, cobertas com junco. O topo do telhado estava ligado à casa através de escadas de tijolo ou madeira. Os tijolos cozidos eram muito caros e, por isso, eram utilizados apenas para construir edifícios luxuosos. Portas e batentes eram feitos de madeira. Por vezes, as portas eram feitas de couro de boi. As portas entre as casas eram frequentemente tão baixas que as pessoas tinham de se agachar para passar por elas. As casas geralmente não tinham janelas; se tivessem, eram feitas de barro ou grades de madeira. Os pavimentos eram geralmente de terra. As casas mesopotâmicas desmoronavam-se frequentemente. As casas precisavam de reparações frequentes.

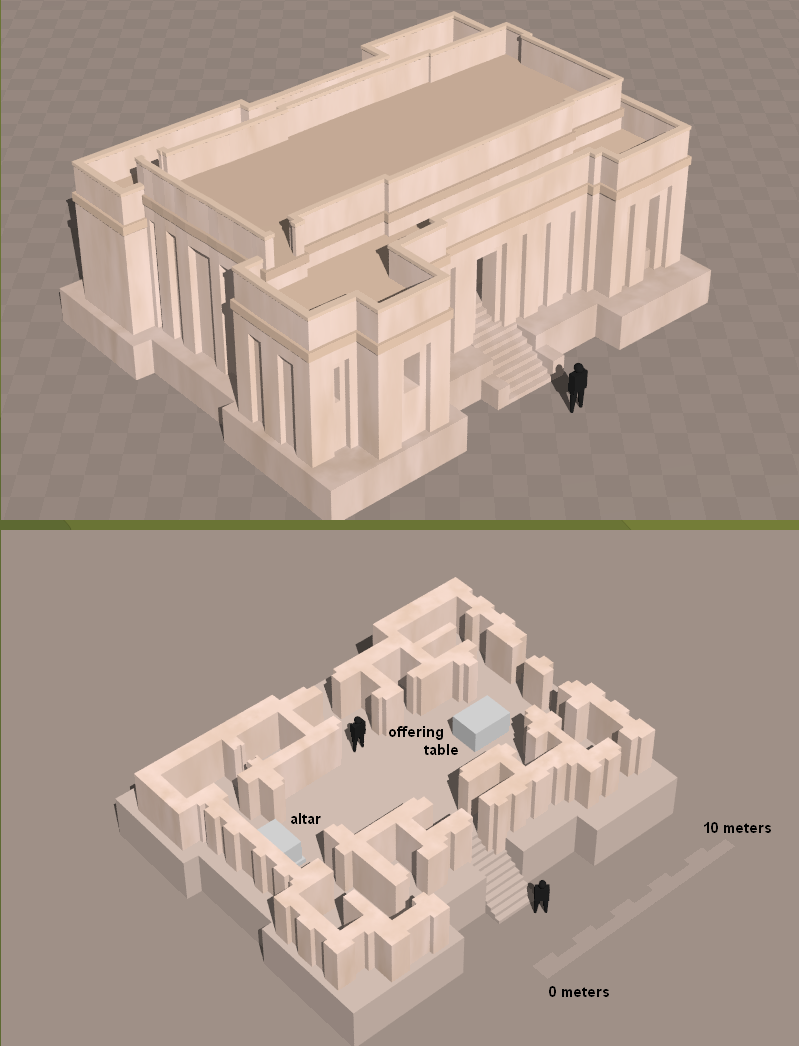
Grandes edifícios, que implicavam um governo centralizado, começaram a ser construídos. Templo Eridu, último Ubaid.

### Design
No período de Ubaide, as casas eram tripartidas. Possuíam um longo corredor central coberto, com divisões mais pequenas ligadas a este em ambos os lados. É possível que o corredor central fosse utilizado para refeições e atividades comunitárias. Havia variedade nas casas de Ubaid. Algumas casas continham um conjunto de artefactos mais rico do que outras. As casas de Ubaide podiam também estar interligadas com outras casas. A arquitetura das casas de Ubaide é indistinguível da dos Templos de Ubaide. Durante o período Uruk, as casas tinham vários formatos. Umas eram retangulares, outras redondas. Algumas casas na Mesopotâmia tinham apenas uma divisão, enquanto outras tinham várias divisões. Ocasionalmente, alguns destes quartos serviam como porões. No século IV a.C., os pátios foram introduzidos na Mesopotâmia. Os pátios tornar-se-iam a base da arquitetura mesopotâmica. Estes pátios eram rodeados por salões com paredes espessas. Estes salões eram provavelmente salas de recepção para os convidados. É provável que a maioria das casas tivesse um piso superior. O piso superior pode ter sido utilizado para refeições, dormitórios e entretenimento, e também pode ter albergado quartos. As pessoas plantavam vegetais ou realizavam rituais religiosos nos seus telhados. Os pisos térreos seriam utilizados para lojas, oficinas, armazenamento e criação de gado. Um quarto era geralmente um santuário.

## Mobiliário
Na antiga Suméria, as casas continham bancos, cadeiras, jarros e banheiras elaboradamente decorados. Os cidadãos mais ricos tinham casas de banho e sistemas de drenagem adequados. É possível que algumas casas tivessem altares no centro. Estes altares poderiam ter sido dedicados aos deuses, mas também poderiam ter sido dedicados a pessoas importantes.

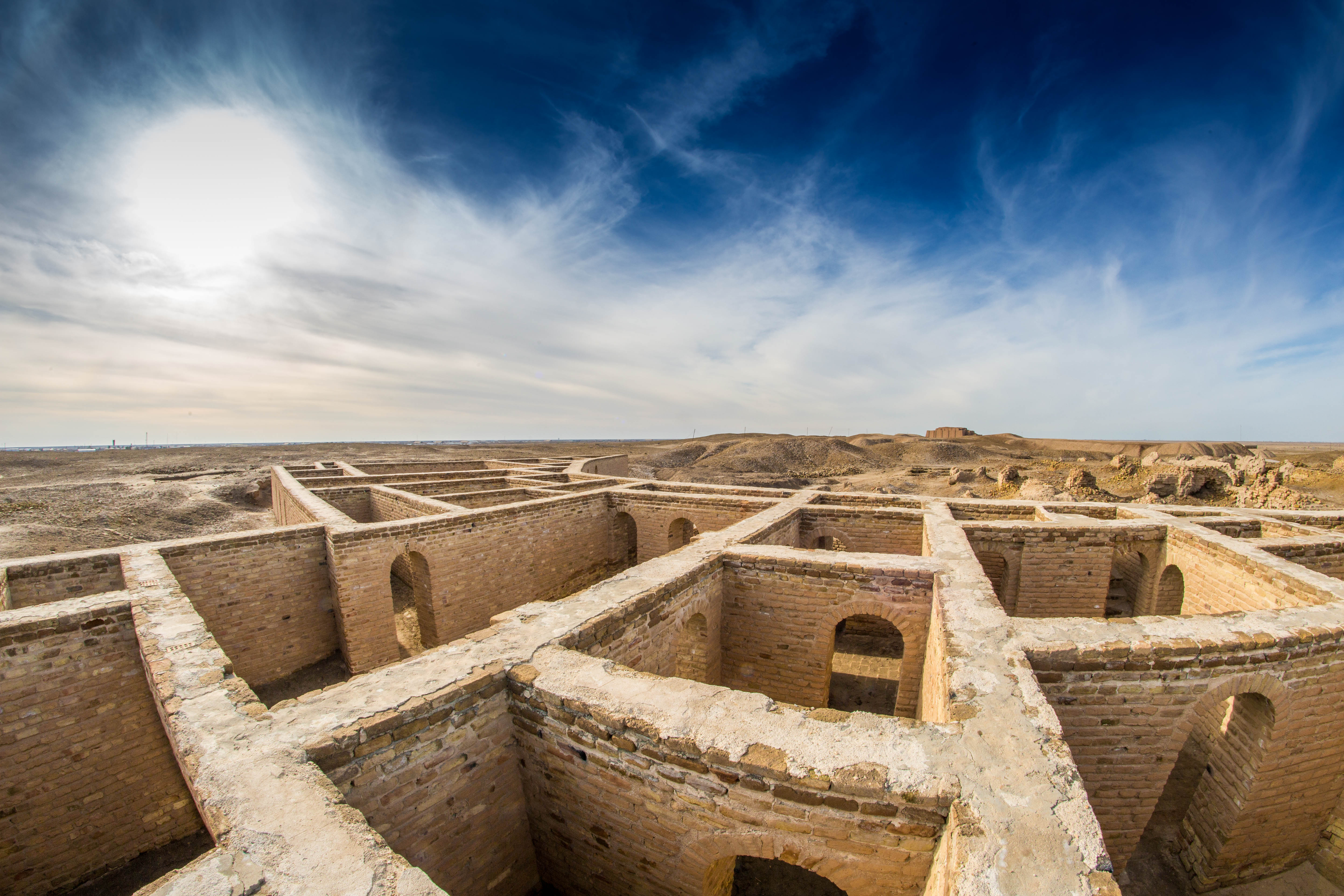
A suposta casa de Abraão em Ur, no sul do Iraque

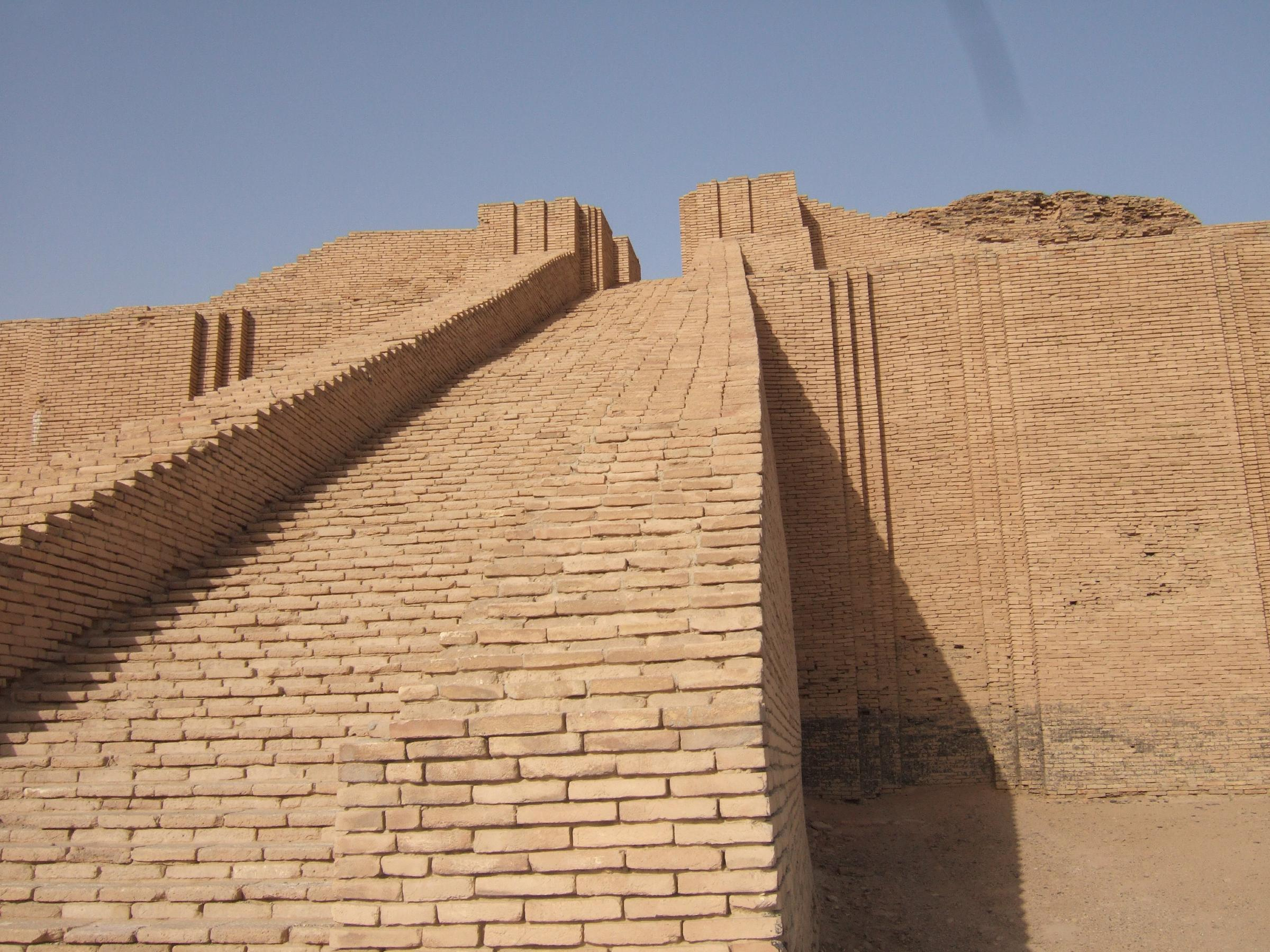
Fachada parcialmente reconstruída e escada de acesso do Zigurate de Ur, originalmente construído por Ur-Nammu, c. 2100 BC

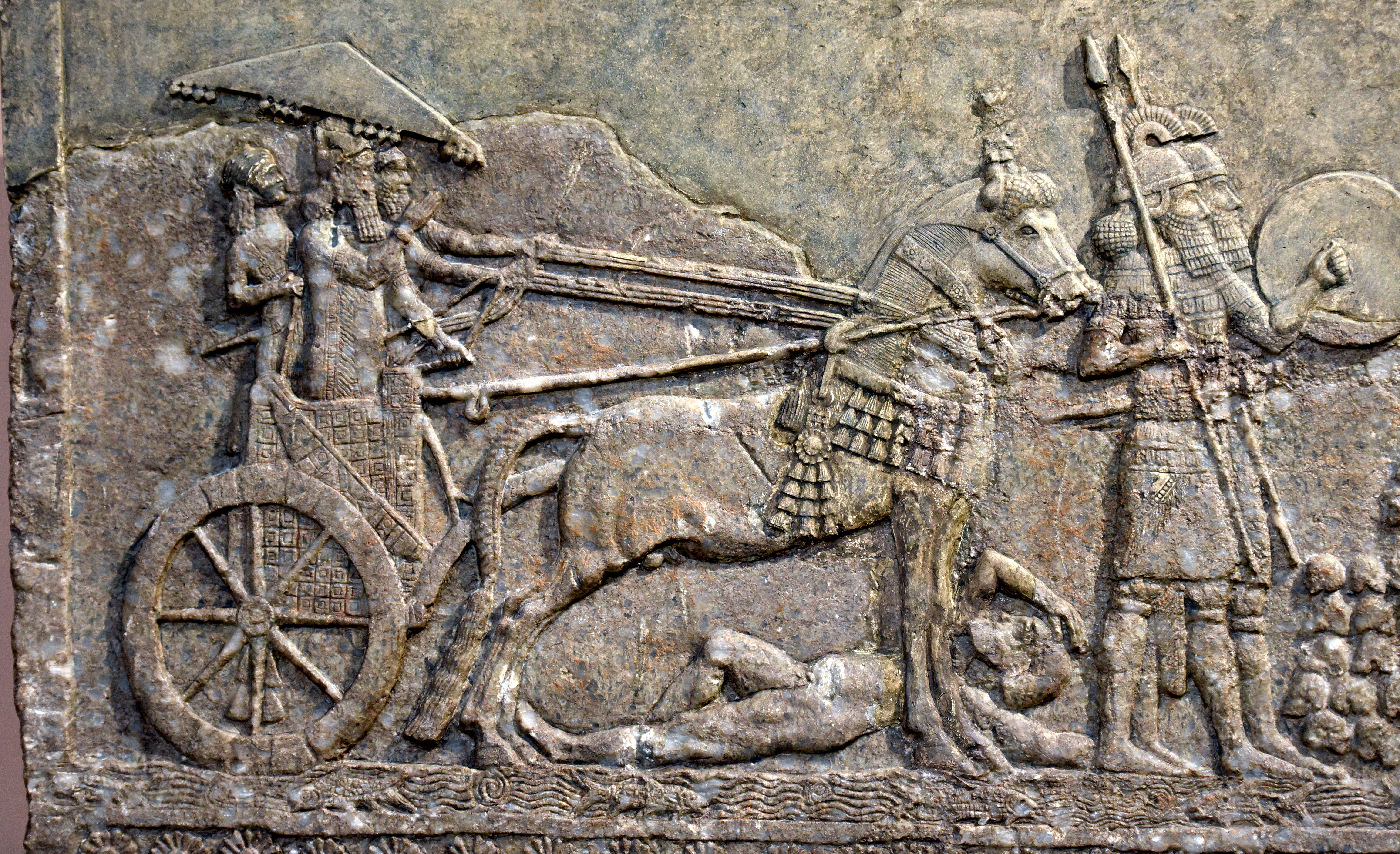
Sargão II na sua carruagem real, momento em que atrupela um inimigo morto ou moribundo, parte de uma cena de guerra de Dur-Sharrukin. Museu do Iraque

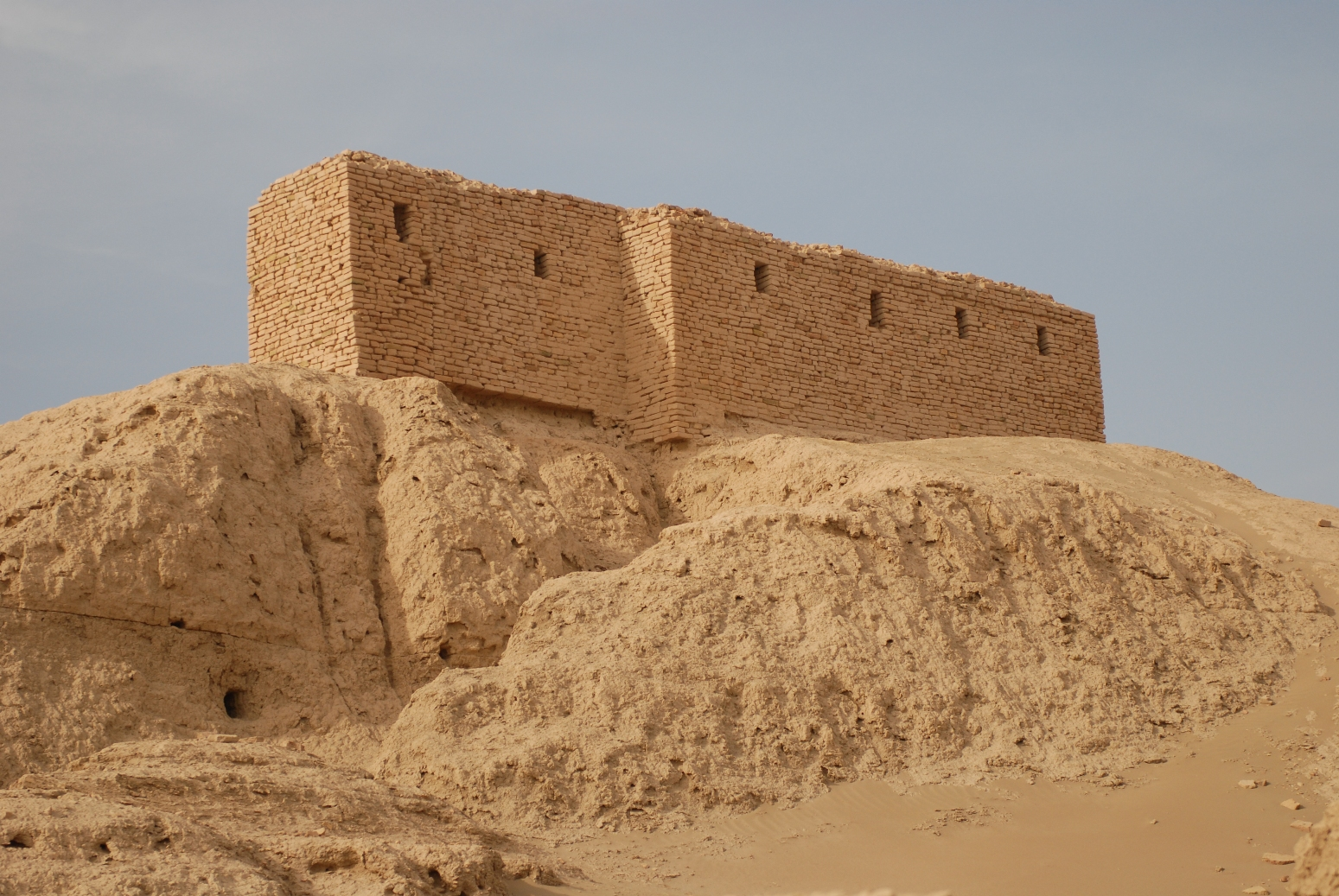
Ruínas dum antigo templo de Nippur, considerado o local de encontro dos deuses sumérios, bem como o lugar onde o homem foi criado.